# Complexul de clădiri al spitalului (Căușeni)
Complexul de clădiri al spitalului este un complex de clădiri amplasat în Căușeni, Republica Moldova. Este un monument istoric și arhitectural de importanță națională inclus în Registrul monumentelor Republicii Moldova ocrotite de stat cu nr. 125 (raionul Căușeni). Datează de la înc. sec. XX.